# Tropidion lepidum
Tropidion lepidum là một loài bọ cánh cứng trong họ Cerambycidae.